# Josephine Sticker
Josephine Sticker (* 7. Juli 1894 in Wien; † 10. September 1960) war eine österreichische Schwimmerin.
Bei den Olympischen Spielen 1912 in Stockholm standen erstmals Schwimmwettbewerbe für Damen auf dem Programm. Am 8. Juli schied Sticker im 100-Meter-Freistilwettbewerb im dritten Vorlauf aus. Am 15. Juli 1912 gewannen Margarete Adler, Klara Milch, Josephine Sticker und Bertha Zahourek die Bronzemedaille in der 4-mal-100-Meter-Freistilstaffel hinter den Staffeln aus dem Vereinigten Königreich und aus Deutschland. Damit waren die vier Schwimmerinnen die ersten österreichischen Frauen, die eine olympische Medaille gewannen.